# Црквице (Зеница)
Црквице (неправилно Црквица) градско су насеље у насељеном мјесту Зеница (ФБиХ, БиХ).

## Географија
Простире се између ријеке Босне, Камберовића поља и Бабине Ријеке. Дугуљасто насеље на сјеверу завршава Градским гробљем „Црквице”. Недалеко је и Кантонална болница Зеница, старо Кужно гробље и фудбалски (углавном тренинг) центар Савеза.

## Историја
Османлска окупација било је катастрофално доба за католичанство и католичке Хрвате. Католички Хрвати су због насилног и интересног превјеравања (већином на ислам и православље), убистава, избјеглиштва и протјеривања потпуно нестали из ових простора. Бискуп Маријан Маравић у извјешћу из 1650. године не наводи нити једну католичку породицу у Зеници. Многи Хрвати су због политичке ситуације и прогона побјегли у јужну хрватску земљу Далмацију.
Велика епидемија куге избила је концем 18. вијека у Далмацији. Уз то је такође у тим крајевима владала неимаштина па је услиједило велико повратно досељавање католичких Хрвата из Далмације у плодну средњу Босну. Већином су се населили у крајевима око Травника и Зенице. У Зеницу је тада доселило стотињак породица из Далмације. Досељеници су у једну руку повратници, јер су то били потомци оних исељеника који су претходно због политичке ситуације и прогона били одселили у Далмацију.
Досељене повратничке породице Хрвата куповале су плодну земљу од осиромашеног и економски пасивног турског становништва. Ови досељени повратници потомци Хрвата били су предузетнији од домицилног становништва. Због економског стања из Далмације досељених потомака прогнаних католичких Хрвата и наглог бројчаног пораста града Зенице, Зеницу се називало Малом Далмацијом.
Због наглог пораста броја католика јавила се потреба и за редовном пасторизацијом у Зеничком крају. Жупа Зеница настала је одвајањем од Гучогорске жупе 1836. године као мјесна капеланија и од тада се воде матичне књиге. Првотно сијело жупе било је у изразито хрватском католичком селу Црквицама. До 1840. године капеланија Зеница потпадала је под жупу Долац. Оснивањем самосталне жупе у Гучој Гори, зеничка капеланија је припала Гучогорској жупи. Зеница је жупом формално проглашена 1858. године, а сједиште је било у Црквицама све до 1870. године. Црквице су 1876. године постала независна жупа.
Године 1894. црква је била дрвена.
Данашњу Цркву Безгрешног Зачећа БДМ мјештани су подигли 1914. године.